# Revuelta albanesa de 1432-36
La Revuelta Albanesa de 1432-36 fue una serie de conflictos entre los rebeldes albaneses y el Imperio otomano durante el primer periodo del dominio otomano en la región. Impulsado por la sustitución en gran parte de la nobleza local por terratenientes otomanos, gobierno centralizado y el sistema tributario otomano, la población y los nobles, encabezados principalmente por Gjergj Arianiti, se rebelaron contra los otomanos.
Durante la primera fase de la revuelta, muchos terratenientes (timar) fueron asesinados o expulsados. A medida que se extendía, los nobles, cuyas posesiones habían sido anexadas por los otomanos volvieron a unirse a la revuelta y se iniciaron intentos de formar alianzas con el Sacro Imperio Romano. Mientras que los líderes de la revuelta lograran derrotar en campañas sucesivas a los otomanos, no lograron capturar varias de las ciudades importantes del Sanjacado de Albania. Asedios prolongados como el de Gjirokastër, capital del sanjacado, dieron tiempo al ejército otomano de reunir un gran contingente de otras partes del imperio y someter totalmente la revuelta a finales de 1436. Acabada la revuelta, se llevaron a cabo una serie de masacres por parte de las fuerzas otomanas.
Después de que la revuelta había sido en gran medida suprimida, los que aceptaron la soberanía otomana, se les permitió inicialmente conservar sus posesiones y la autonomía parcial. Muchos timaris fueron también concedidos a los albaneses que ocupaban puestos administrativos, especialmente durante el reinado de Jakub Muzaka y Skanderbeg. A lo largo del proceso de pacificación, varias áreas principalmente rurales todavía estaban en rebelión y nuevos focos estallaron, como el de Teodor Korona Muzaka en 1437. A medida que el imperio amplió su área de gobierno en los Balcanes, se reanudaron los intentos de centralización y el reemplazo de propietarios (timaris) locales por terratenientes otomanos. Estas políticas conducirían en parte a la formación de la Liga de Lezhë bajo Skanderbeg en 1444, y una nueva era en las guerras otomano-albanesas.

## Antecedentes

Mapa del Sanjacado de Albania, 1431

Poco a poco, a finales del siglo XIV y principios del siglo XV, el Imperio Otomano derrotó a los principados albaneses, formando el Sanjacado de Albania como división administrativa del imperio. Como parte del sistema Timar, los señores feudales locales fueron reemplazados en gran parte por otomanos de Anatolia. Un registro (defter) de 1431-1432 indica que entre el 75% y el 80% de los timaris fueron concedidos a los spahis otomanos (caballería feudal), mientras que el resto y especialmente las áreas remotas, que no estaban bajo control total de los otomanos, fueron concedidos a los spahis albaneses, tanto cristianos como musulmanes. El reemplazo de la nobleza existente con el sistema timar llevó a conflictos, como resultado de que muchas áreas no estaban bajo dominio total de los otomanos.
Bajo el código tributario anterior, los agricultores estaban obligados a pagar a sus señores una décima parte de su producción agrícola estacional, 1 ducado y 4 groschen (dos novenos de un ducado). El sistema otomano apuntaba a aumentar los ingresos para apoyar los gastos militares, por lo que se impusieron nuevos impuestos y se cambiaron los existentes. Además del 1/10 de la producción agraria, las familias musulmanas convertidas tenían que pagar 22 akçes (~0.6 ducados) a los titulares timaris, mientras que las familias no musulmanas tenían que pagar 25 akçes (~0.7 ducados). Ambos grupos estaban sujetos a impuestos adicionales incluyendo el avarız, un impuesto anual efectivo que afectó a los hogares registrados en los catastros. Los no-musulmanes también tenían que pagar 45 akçes (~1.3 ducados) como parte de la jizya y tenían que suministrar regularmente al estado otomano con jóvenes reclutas de acuerdo con el devşirme, que requería el alistamiento de jóvenes varones en el ejército otomano y su conversión al islam.
En consecuencia, los cambios en derecho de propiedad, relaciones entre los señores feudales y campesinos, el sistema tributario y la promulgación del devşirme resultó en un atisbo de resistencia. Como los cambios afectaron tanto a nobles como campesinos y que se implementaron principalmente mediante la inscripción en el registro catastral, muchas familias trataron de evitar de ser registradas en la encuesta de 1431-2 y se refugiaron en zonas montañosas, mientras que la nobleza preparó un conflicto armado.

## La revuelta

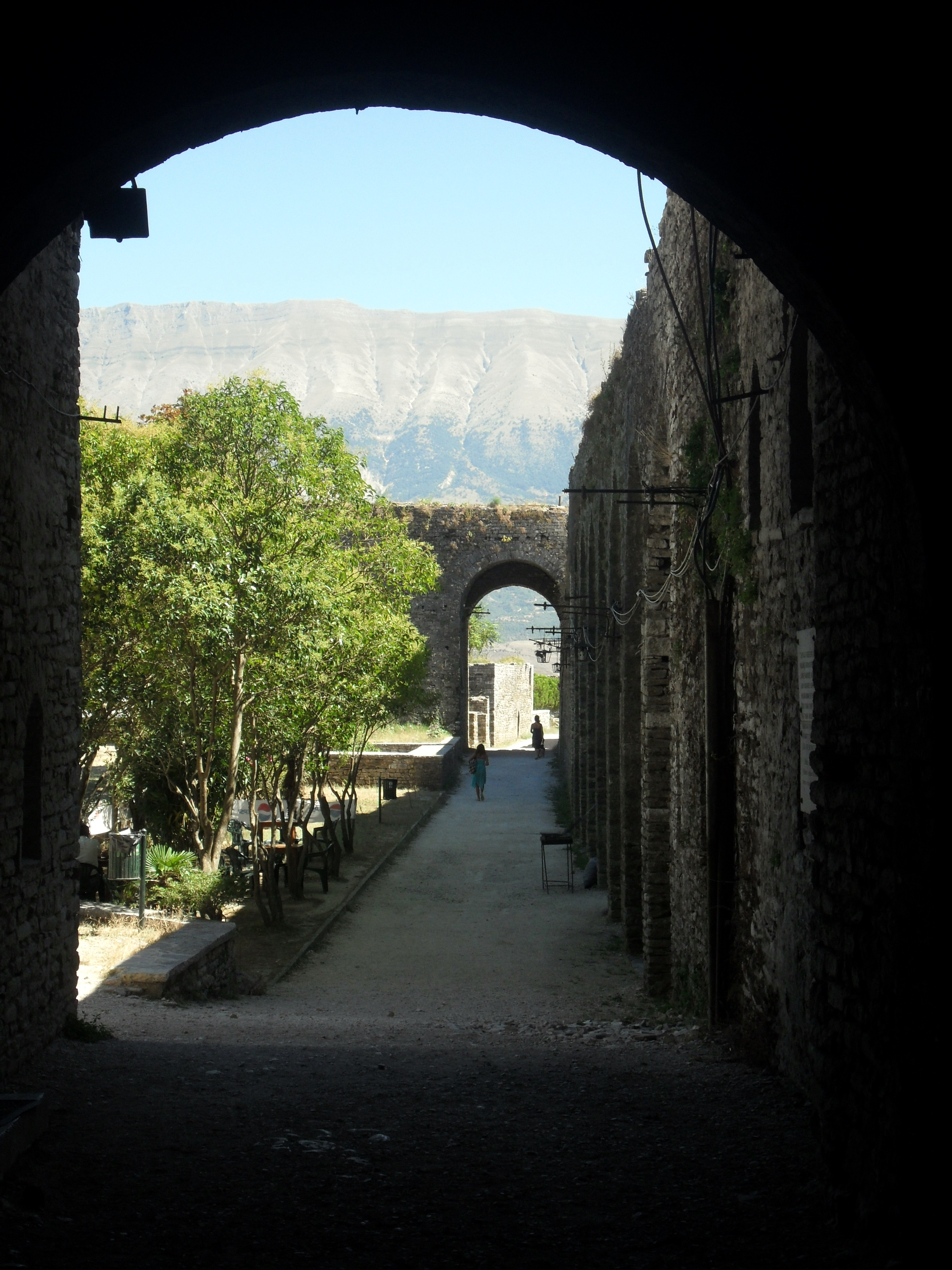
El castillo de Gjirokastër fue asediado por Depë Zenebishi, quien fue derrotado por Turahan Bey

La revuelta comenzó en 1432 cuando Andrea Thopia derrotó a una pequeña fuerza otomana en el centro de Albania. Su victoria alentó a otros líderes y la revuelta se extendió por toda Albania. Más tarde ese año, los otomanos perdieron el control del puerto central de Vlorë. Gjergj Arianiti, que vivía en la corte otomana como rehén, fue llamado por los rebeldes a liderar la revuelta en los dominios de su familia. En respuesta, huyó de Edirne y regresó a Albania. En el invierno de 1432, el sultán Murat II reunió alrededor de 10.000 soldados bajo el mando de Ali Bey, que marchó a lo largo de la Vía Egnatia y alcanzó el valle central de Shkumbin, donde fue emboscado y derrotado por las fuerzas de Gjergj Arianiti. Su victoria incitó a los albaneses en el área de Gjirokastër para llamar a Depë Zenebishi, que se había instalado en sus fincas en Corfú después de la conquista otomana del Principado de Gjirokastër, para liderar a los rebeldes en el sur. Después de expandir la revuelta en áreas cercanas incluyendo Këlcyrë, Zagori y Pogon, sus fuerzas sitiaron la ciudad meridional de Gjirokastër, capital del sanjacado de Albania. Cerca de Këlcyrë los rebeldes capturaron el castillo, pero el asedio concurrente de Gjirokastër fue prolongado y Turahan Bey, atacó y derrotó a las tropas que rodearon la ciudad a comienzos de 1433. El propio Zenebishi fue capturado y ejecutado.

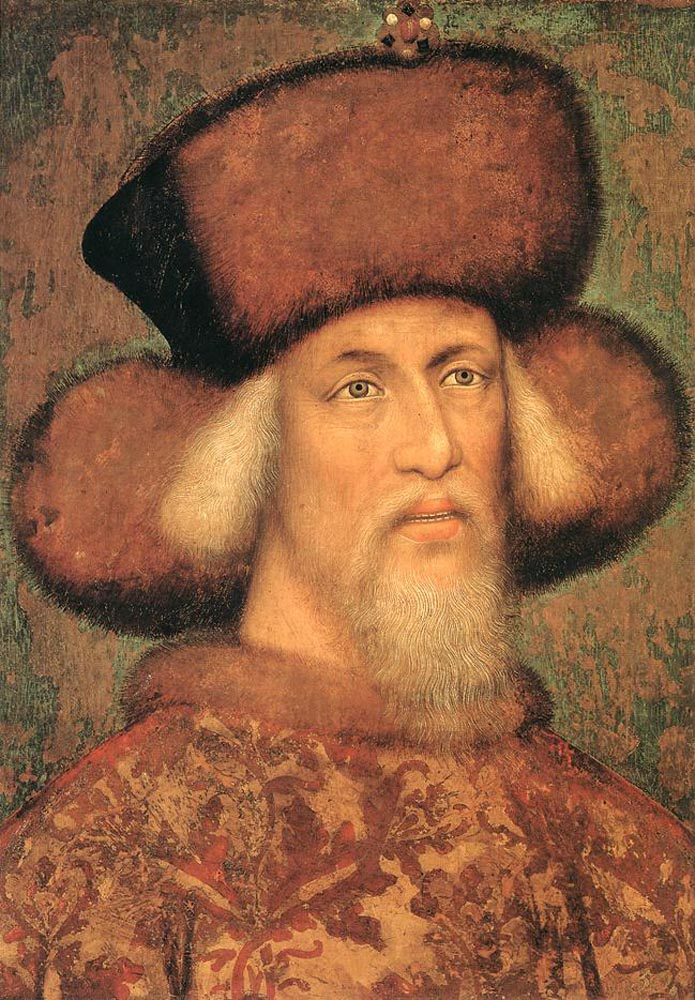
Durante la revuelta, el Sacro Emperador Romano Segismundo, negoció una posible alianza con los rebeldes

En el verano de 1433, un ejército dirigido por Sinan Pasha, beylerbey de Rumelia, saqueó las áreas de Kanina y Yannina y se trasladó hacia el norte, donde sometió a los rebeldes en los dominios de Gjon Kastrioti, que fue sometido nuevamente como estado vasallo, mientras que su hijo Skanderbeg, quien también fue llamado a unirse a la revuelta, permaneció en servicio otomano en Anatolia. En agosto de 1433, el senado de Venecia se reunió para evaluar la situación y consideró también que la revuelta representaba una amenaza para los territorios venecianos en la región. Sin embargo, a finales de octubre revaluaron la crisis y rechazaron el despliegue de una galera de guerra a las colonias venecianas. En el norte de Albania, Nicholas Dukagjini capturó territorios pre-otomanos del Principado de Dukagjini y sitió y capturó Dagnum. Dukagjini trató de aliarse con Venecia ofreciéndose a aceptar la soberanía veneciana y concederles el control de Dagnum. Sin embargo, Venecia rechazó cualquier tipo de participación en su plan y de la revuelta en general. Dukagjini no sabía que Hasan Bey, gobernador otomano de Dagnum, había solicitado ayuda veneciana después de su derrota. Como Venecia no quería provocar la hostilidad otomana, el capitán de Shkodër (Scutari) recibió la orden de asistir a Hasan Bey de recapturar Dagnum. Las armas fueron enviadas posteriormente a la guarnición de Lezhë (Alessio) y en 1435 la fortaleza había sido devuelta al control otomano. En Albania central, Andrea Thopia sitió sin éxito el castillo de Krujë, mientras que en la región de Vlorë comenzó el asedio del fuerte de Kaninë. Vlorë fue una pérdida para los rebeldes ya en mayo de 1432, pero debió haber sido recuperada en mayo de 1434, como constan documentos venecianos contemporáneos mencionados por un oficial otomano (subaşi) que estuvo en ese momento.
Se reunió otro ejército en Manastir en verano de 1434. Nuevamente, bajo el mando de Sinan Pasha, esta expedición otomana fue derrotada por Gjergj Arianiti en el centro-sur de Albania en agosto de 1434. Después de su derrota, todos los beys de los territorios limítrofes de Albania, recibieron la orden de reunir sus fuerzas y atacar a los rebeldes. En diciembre de 1434, Ishak Bey, sanja-bey de Üsküb, marchó hacia el centro-sur del país, pero fue derrotado por Gjergj Arianiti. Fuentes contemporáneas del senado de Ragusa mencionan que muchos soldados otomanos fueron capturados, mientras que Ishak Bey escapó con un grupo pequeño.
- Datos: Q13041166